# 中野貴人
中野 貴人（なかの たかと、1994年12月6日 - ）は、日本の男性プロレスラー。プロレスリングBASARA所属。岡山県出身。血液型A型。

## 経歴
2017年
- 4月29日 - 団体初の生え抜き新人としてBASARA後楽園ホール大会の木高イサミ戦でデビュー。
- 9月16日 - 道頓堀プロレスティグレジム平野大会のライジングHAYATO戦でシングル初勝利。

## 得意技
クリスト
カサドーラ・フェースクラッシャー
カサドーラの入りから右手で後頭部を掴んで足のクラッチを切りフェースクラッシャーに移行する。
ラ・マヒストラル
武者返し
両足タックルからそのままの勢いで押さえこむ。YAMATOの同名の技に由来。
スワンダイブ式フライングクロスボディー
ガタガタ
相手の横から飛びついて河津落としのように後ろに引き倒す。
鷹狩り
コーナートップから立っている相手に放つダイビングダブルニーアタック。

## 人物・エピソード
- 中学・高校でレスリングを経験し、ジュニアオリンピック出場経験を持つ。
- プロレスラーになるために上京し、アニマル浜口トレーニングジムに2年半通っていた。
- ミシンの心得があり、コスチュームは自作している。
- 水樹奈々のファン。

## タイトル歴
プロレスリングBASARA
- 第6代、第9代IRON FIST TAG王座（パートナーは神野聖人）
- 第64代UWA世界6人タッグ王座（パートナーはヤス・ウラノ、塚本拓海）

## 入場曲
- 狼煙 -NOROSHI- (オリジナル曲)